# Zeria schweinfurthi
Zeria schweinfurthi är en spindeldjursart som först beskrevs av Karsch 1880.  Zeria schweinfurthi ingår i släktet Zeria och familjen Solpugidae. Inga underarter finns listade i Catalogue of Life.